# Aelurillus aeruginosus
Aelurillus aeruginosus is een spinnensoort in de taxonomische indeling van de springspinnen (Salticidae). De spin komt voor in/bij de Middellandse Zee, bij Sicilië, Spanje en de Levant (Israël, Syrië). Hij voedt zich met mieren.
Het dier behoort tot het geslacht Aelurillus. De wetenschappelijke naam van de soort werd voor het eerst geldig gepubliceerd in 1871 door Eugène Simon.